# واچلیا نیلتیکا
واچلیا نیلتیکا (نام علمی: Acacia adansonii) نام یک گونه از سرده اقاقیا است.